# 宇奈月町

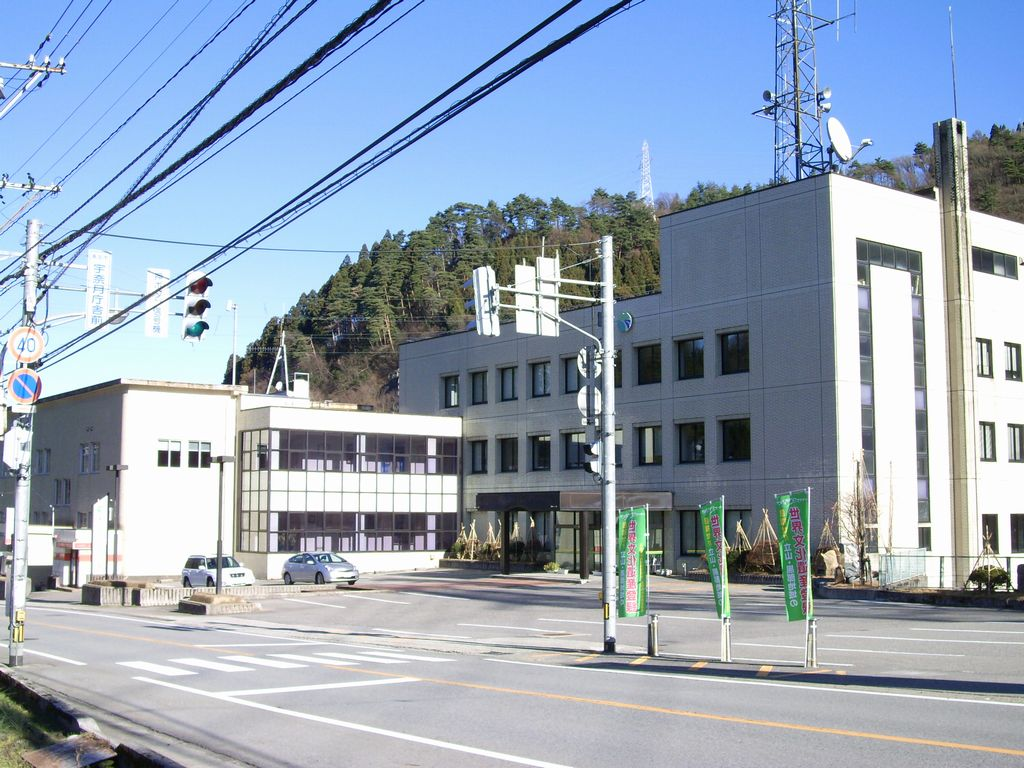
旧宇奈月町役場

宇奈月町（うなづきまち）は、富山県の北東部に位置していた町。下新川郡に属し、県内一の温泉街である宇奈月温泉で有名。
2006年3月31日、黒部市と合併。現在、宇奈月温泉を除く地域は黒部市宇奈月町、宇奈月温泉周辺地域は黒部市宇奈月温泉となっている。

## 地理
- 山: 鹿島槍ヶ岳、五龍岳、唐松岳、白馬鑓ヶ岳、毛勝山、奥鐘山
- 谷：十六谷
- 河川: 黒部川、黒薙川
- 湖沼: うなづき湖

### 隣接している自治体
- 魚津市
- 黒部市
- 下新川郡 朝日町、入善町
- 中新川郡 上市町、立山町
- 長野県 大町市
- 長野県 北安曇郡 白馬村

## 歴史
- 1954年7月10日 下新川郡内山村、東山村及び愛本村が合併して、下新川郡宇奈月町が発足する。
- 1981年3月24日 下新川郡朝日町及び宇奈月町の区域の境界が確定する[1]。
- 2001年10月3日 宇奈月ダムが竣工。
- 2006年3月31日 黒部市及び下新川郡宇奈月町が合併して、黒部市が発足する。

## 行政
- 町長：中谷延之（1990年から） 合併後は副市長職。

## 経済

### 産業人口
（産業別就業者数上位5位まで、単位・人。2000年現在）
1. サービス業 1,342
2. 製造業 752
3. 建設業 491
4. 卸売・小売業 477
5. 運輸・通信業 223

## 地域

### 教育
- 宇奈月町立愛本小学校（廃校）　跡地には公民館が立っている。
- 宇奈月町立宇奈月小学校（廃校）　合併後の統合小学校である黒部市立宇奈月小学校とは別のもの。跡地には公民館が立っている。
- 宇奈月町立浦山小学校（廃校）
- 宇奈月町立下立小学校（廃校）
- 宇奈月町立宇奈月中学校　昭和50年校名変更、同年移転前は浦山地区に黒部中学校（廃校）があった。隣接して旧宇奈月町時代からいくつかの公共施設が立っている。

## 交通

### 鉄道路線
- 富山地方鉄道本線（栃屋駅、浦山駅、下立口駅、下立駅、愛本駅、内山駅、音沢駅、宇奈月温泉駅）
- 黒部峡谷鉄道本線

### 道路
- 都道府県道
  - 主要地方道
    - 富山県道13号朝日宇奈月線
    - 富山県道14号黒部宇奈月線
    - 富山県道63号入善宇奈月線
    - 富山県道67号宇奈月大沢野線

  - 一般県道
    - 富山県道328号音沢中ノ口線

## 名所・旧跡・観光スポット・祭事・催事
- 雪のカーニバル（2月第1土曜日）
- 宇奈月温泉
- 黒薙温泉
- 鐘釣温泉
- 名剣温泉
- 祖母谷温泉
- 黒部峡谷
- 黒部川
- 黒部川電気記念館
- 宇奈月麦酒館
- 宇奈月国際会館セレネ、セレネ美術館
- 宇奈月温泉スキー場
- どやまらんど明日
- 新川育成牧場

## 名誉町民
- 佐々木大樹[2]